# Entedon tachypterelli
Entedon tachypterelli is een vliesvleugelig insect uit de familie Eulophidae. De wetenschappelijke naam is voor het eerst geldig gepubliceerd in 1931 door Gahan.